# Belton (Carolina do Sul)
Belton é uma cidade localizada no estado norte-americano de Carolina do Sul, no Condado de Anderson.

## Demografia
Segundo o censo norte-americano de 2000, a sua população era de 4461 habitantes. 
Em 2006, foi estimada uma população de 4591, um aumento de 130 (2.9%).

## Geografia
De acordo com o United States Census Bureau tem uma área de 
10,0 km², dos quais 10,0 km² cobertos por terra e 0,0 km² cobertos por água.

## Localidades na vizinhança
O diagrama seguinte representa as localidades num raio de 16 km ao redor de Belton. 